# Jonstorp
Jonstorp est une localité de Suède dans la commune de Höganäs en Scanie.
Sa population était de 2 088 habitants en 2019.